# らんま1/2 白蘭愛歌
『らんま1/2 白蘭愛歌』（らんまにぶんのいち びゃくらんあいか）は、日本コンピュータシステムから発売されたメガCD用のアドベンチャーゲームである。
1993年4月23日に発売され、初回生産分にはテレホンカードが同梱された。

## 概要
同社のゲーム『らんま1/2 とらわれの花嫁』（1991年）と同様、完全オリジナルストーリーで展開される。フルボイス作品。コマンド選択によるアドベンチャーパートと、ジャンケン方式で展開される格闘パートがある。アドベンチャーパートは普通にプレイしていても詰まるような所もなくデジタルコミックに近いが、格闘パートは動体視力が必要になるため、負けるとやり直しとなり先には進めない。
一旦中断した続きをプレイするには、セーブ方式では無くパスワード方式によるものになっている。ゲームオーバーになったり特定のシーンの「パスワード」のコマンドで確認できる。
『とらわれの花嫁』と比べアニメーションが多彩になっているが、音声がメガドライブ特有のノイズ混じりのものになってしまっている。

## ゲーム内容

### 格闘パート
「突く」「必殺技」「蹴る」の3つのコマンドがあり、それぞれ「突」「必」「蹴」のマークで表示されている。下記のようなルールで勝敗を決していき、乱馬または相手の体力ゲージがゼロになると勝敗が決まる。ダメージを受けると「闘気メーター」のレベルが1つ上がり、5レベル以上で闘気が使用できる。これを実行してからルールに従った攻撃が当たれば大ダメージとなる。ただし、相手も使用してくる。
- 「突く」は、「必殺技」に勝ち、「蹴る」に敗れる。
- 「必殺技」は、「蹴る」に勝ち、「突く」に敗れる。
- 「蹴る」は、「突く」に勝ち、「必殺技」に敗れる。
- 引き分けはお互いにノーダメージ。

ゲームでは全てコンピューター相手になるが、相手の選ぶ手はルーレットで高速に変わっていき決めた手が一瞬だけ見えてナルトで隠れてしまう。これを上手く確認出来れば相手に確実にダメージを与えることが出来る。このルーレットのスピードはストーリーが進むほど高速になり、終盤には肉眼で確認するのは難しいほどである。
戦闘相手は、久能、良牙、ムース、ブヨブヨ（ゲームオリジナルキャラクター）、バイオ1号（ゲームオリジナルキャラクター）になるが、彼らに負けるとゲームオーバーになる。ただしバイオ1号相手だけ強制的に負けになるイベントがある。

## ストーリー
良牙、ムース、玄馬が何者かに襲われ姿を消した。そんなある日、乱馬に天道なびきが3,000円で変身体質を治す方法を売るという。急いでお金を用意するが、なびきは姿を消してしまう。
そこへ現れた右京も同じ情報を掴んでいた。その情報を元に謎の巨大研究所を訪れのだが・・・。

## 登場人物
- 早乙女乱馬
- 早乙女らんま
- 天道あかね
- 早乙女玄馬
- 天道早雲
- 天道かすみ
- 天道なびき
- シャンプー
- 響良牙
- ムース
- 久遠寺右京
- 九能帯刀
- コロン
- 呪泉郷ガイド

ゲームオリジナルキャラクター
括弧内は声優である。
- 南条ありさ（横山智佐）

南条財閥のご令嬢。性格はわがまま。呪泉郷の「呪い」によって人生を悲観し、ある願望を叶えるため二重格人（ふたえかくと）に呪泉郷に関わった人間を連れてくるよう命令していた。ブタ嫌い。
- 二重格人（池田秀一）

南条ありさに仕える呪泉郷研究者。ありさの命令には逆らえないが、一方でありさに対する感情から乱馬とありさを会わせないように画策していた。

## 音楽

### 主題歌
以下の曲は「らんま1/2電子遊戯音楽集」に収録されている。
オープニングテーマ
「魔法の翼」
作詞 - HIRO / 作曲 - HIRO / 編曲 - 小西貴雄 / 歌 - HIRO
エンディングテーマ
「きみと僕」
作詞 - HIRO / 作曲 - HIRO / 編曲 - 小西貴雄 / 歌 - HIRO
挿入曲
「白蘭組曲」

## スタッフ
- プロデューサー：菅沼孝夫、盛武源、土田俊郎
- ディレクター：岩崎秀雄
- プログラム：小林一美、鈴木茂
- グラフィック：菅原真由美、中山智純、北京黒犬、ZAZZIE、押見充利
- シナリオ：鈴木茂、川久保雄一
- オリジナル設定デザイン：山崎透
- 絵コンテ：山崎透、菅原真由美、中山智純、北京黒犬、鈴木茂
- ビジュアルシーン：佐藤淳
- サウンド：飯塚博、高木みゆき、前田華代子
- 開発総指揮：小林一美
- 監督：鈴木茂
- スペシャル・サンクス：新井聡
- テクニカル・アドバイザー：高野務、原田弘
- エグゼクティブ・プロデューサー：渋谷実夫

## 評価
- ゲーム誌『ファミコン通信』の「クロスレビュー」では7・5・6・5の合計23点（満40点）となっている[2]。

- ゲーム誌『メガドライブFAN』の読者投票による「ゲーム通信簿」での評価は以下の通りとなっており、21.5点（満30点）となっている[3]。

| 項目 | キャラクタ | 音楽 | お買得度 | 操作性 | 熱中度 | オリジナリティ | 総合 |
| 得点 | 4.1        | 3.5  | 3.3      | 3.7    | 3.4    | 3.5            | 21.5 |

- ゲーム本『メガドライブ大全』（2004年、太田出版）では、「オリジナルキャラの『南条ありさ』を島津冴子が演じていて、ファンには嬉しい」、「（戦闘シーンが）突き／蹴り／必殺技のジャンケンシステムなのがトホホ」と評している[4]。